# آنتوان رینارتز
آنتوان رینارتز (انگلیسی: Antoine Reinartz؛ زادهٔ ۱۹۸۵) بازیگر اهل فرانسه است.
از فیلم‌ها یا برنامه‌های تلویزیونی که وی در آن نقش داشته‌است، می‌توان به آهنگ شیرین، بدبیاری‌های سوفی، ۱۲۰ تپش در دقیقه، زندگی دوگانه، و اوه مرسی! اشاره کرد.
وی همچنین برندهٔ جوایزی همچون جایزه سزار بهترین بازیگر نقش مکمل مرد شده‌است.